# Quillon
Quillon är en kommun i Chile.   Den ligger i provinsen Provincia de Ñuble och regionen Región del Biobío, i den södra delen av landet, 400 km söder om huvudstaden Santiago de Chile.
Trakten runt Quillon består i huvudsak av gräsmarker. Runt Quillon är det ganska glesbefolkat, med 28 invånare per kvadratkilometer.